# Sint-Augustinuskerk (Harelbeke)

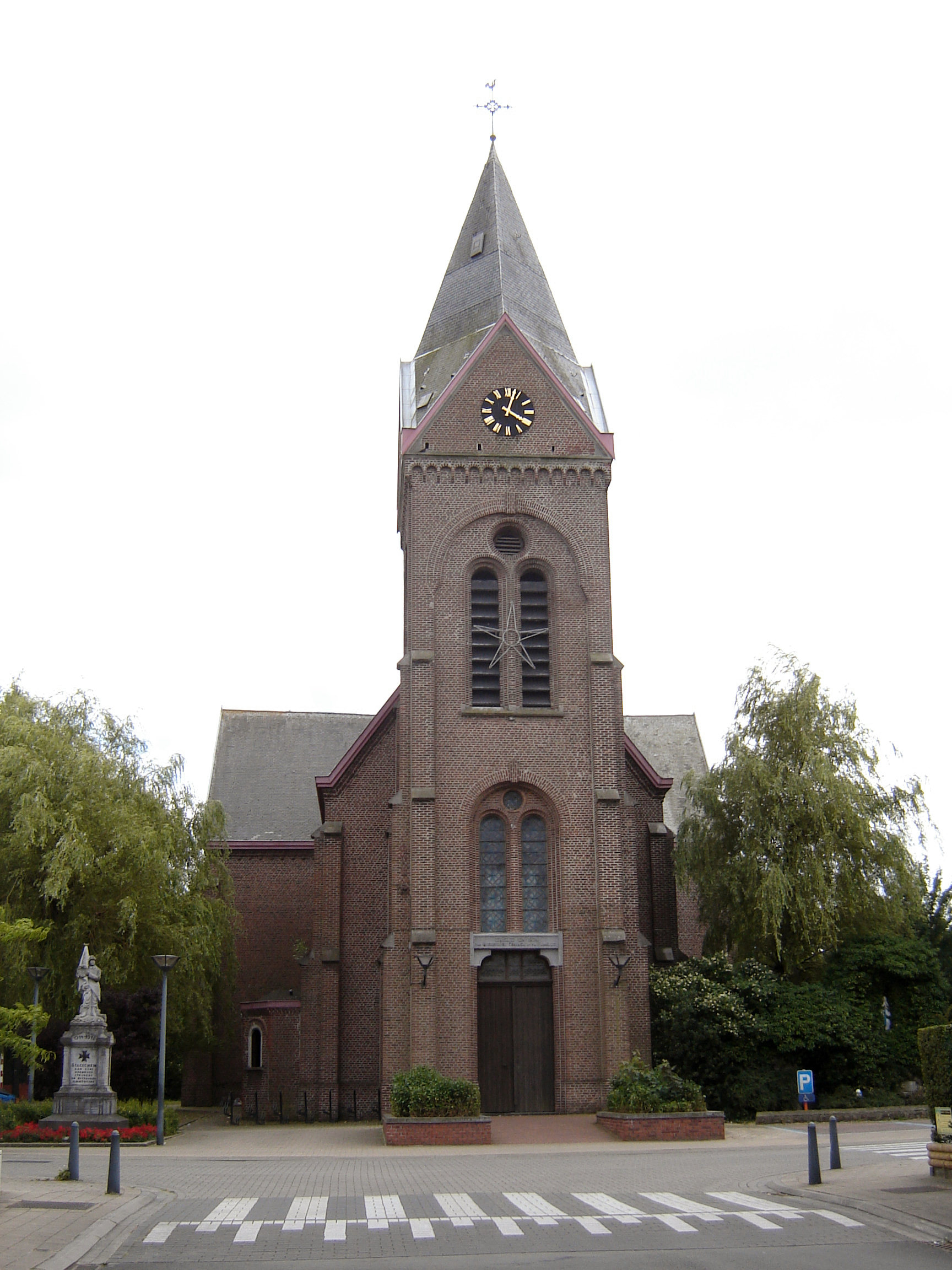
Sint-Augustinuskerk

De Sint-Augustinuskerk is een katholieke parochiekerk in Stasegem, Harelbeke, aan Stasegemdorp, gebouwd in 1874 in neoromaanse stijl door architect Bloem. De kerk krijgt de bijnaam bierkerk, aangezien het werd gebruikt als bieropslagplaats voor meer dan 20 jaar.
De kerk is toegewijd aan Sint-Augustinus, de patroonheilige van de brouwers. De kermis van Stasegem vindt altijd rond zijn sterfdatum plaats. Het dankt deels ook zijn naam aan stichter van brouwerij Brasserie de Staceghem, met name August Deconinck die aanzet gaf het tot het bouwen van een kerk .

## Geschiedenis
In 1872 wilde brouwer en politicus August Deconinck een parochie doen stichten, dus liet hij een kerk bouwen naar ontwerp van Bloem, een relatief onbekende architect. Hij wenste echter in de kerk een crypte, die als familiegraf dienst zou gaan doen. Het was echter door het bisdom verboden om mensen in de kerk te begraven, waardoor de werken aan de kerk stagneerde. Door het uitblijven van een kerk begonnen enkele Stasegemnaren de gewoonte om 's zondags voor een gesloten kerk te bidden. Dit was niet naar de zin van de August Deconinck die het zijn werkvolk verbood.
August werd, na zijn dood in 1874, op de begraafplaats bijgezet. Jules Deconinck die zijn vader als brouwer opvolgt, gebruikte de kerk zelfs als opslagplaats voor bier.
De zusters augustinessen, die te Stasegem een bijhuis bezaten, zetten na 1899 de onderhandelingen met de bisschop voort en in 1902 kon de parochie worden gesticht. Na ingrijpende restauratiewerkzaamheden kon de kerk in 1904 worden ingewijd. De half afgebouwde toren werd pas in 1913 voltooid, naar een sober ontwerp.

## Gebouw
Het betreft een kruiskerk in neoromaanse stijl met voorgeplaatste westtoren op vierkante plattegrond. Deze toren heeft vier puntgevels met uurwerk. Het orgel stamt van 1755 en werd vervaardigd door A. Berger. Het zou afkomstig zijn van de Karmelietenkerk te Brugge.

### Grondplan
Het grondplan is een Latijns kruis met het schip in west-oostrichting, twee zijbeuken en vooraan een westertoren. Het gebouw werd in eerste instantie niet afgewerkt. Dit kwam doordat de familie Deconinck aanvankelijk wachtte op de erkenning van de parochie. De toren werd maar opgetrokken tot net boven de galmgaten en voorzien van een platen dakbedekking. Er waren ijzeren ramen maar geen vensters. De vloer was voorzien van een harde bakstenen laag maar tegels waren er niet. De beide annexen (rechts: de sacristie en links: het biermagazijn) werden zonder veel zorg opgetrokken. Dit had als gevolg dat er bij zware regenval vaak water in het gebouw raakte. Voorts kwam er de grafkelder van de familie Deconinck. Deze ruimte was niet geschikt voor het herbergen van doden en werd lange tijd afgeschreven.
Wanneer het gebouw in 1902 werd aanvaard in zijn toenmalige staat kreeg de kerkfabriek de opdracht de nodige werken uit te voeren. Die had echter onvoldoende middelen. Na aankloppen bij het Harelbeeks gemeentebestuur en de provincieraad, werd enkel een klein budget vrij gegeven zodat er erediensten konden doorgaan. Omstreeks 1903-1904 kwamen er ramen in arduin en degelijk vensterglas, de ladders werden vervangen door trappen naar het toekomstige doksaal en de klokkenzolder. De goten werden hersteld en een nieuw afwateringssysteem werd geplaatst rond de kerk. Ook kwamen er urinoirs links vooraan het gebouw en werd de toren bekroond met een smeedijzeren kruis.
In 1904-1905 kwamen de minder dringende werken aan bod. Aan beide zijden van het gebouw werd in de eerste travee onder het raam een opening gemaakt die uitgaf op een eenvoudige kapel. Aan de kant van de kerk kreeg de opening een arduinen omlijsting en een smeedijzeren hek. In de linkerkapel kwam de doopvont te staan.
In 1906 kwam er rechts een calvarieberg. Aan de ingang kwam een portaal met nieuwe deuren en daarboven een hoogzaal. Buiten werden de kroonlijsten en de toegangsdeur vernieuwd en kwam er een trottoir van een halve meter breed rond de kerk. Achteraan de kerk werden de bouwvallige bijgebouwen afgebroken en vervangen door een volledig nieuw magazijn links en een sacristie rechts die beiden dubbel zo groot waren als oorspronkelijk.
In 1909 liet de kerkraad de toren afwerken met een spits, ontworpen door de Brugse architect Arthur Depauw.

## Interieur

#### Hoofdaltaar
Het hoofdaltaar werd zoals de meeste kerkmeubelen vervaardigd door het Atelier voor christelijke kunst Sint-Lucas van Charles Verlinden en zonen in Roeselare. Het werd ingewijd door de Brugse bisschop G. J. Waffelaere op 19 september 1904.
Het altaar werd gesteund door een houten retabel, geschilderd in het wit en gedeeltelijk verguld. Bovenaan in het midden staat een kalvarie onder een baldakijn. Onder de kalvarie bevond zich een koperen tabernakel. Vooraan bevond zich de altaartafel uit steen en marmer, versierd door vergulde medaillons met symbolen van de eucharistie: korenaren, een pelikaan die zijn jongen voedt en druiven.
In 1968 verloor het hoofdaltaar veel van zijn betekenis. Sindsdien fungeert een tafel als altaar. Het oude meubel werd nu een sacramentsaltaar. Bij het plaatsen van een nieuwe orgelkast in 1994 in het koor, werd het definitief verwijderd. Verschillende elementen van het oorspronkelijke hoofdaltaar werden wel op andere plaatsen in de kerk hergebruikt.

#### Zijaltaar (links)
Het linkse zijaltaar is toegewijd aan Onze-Lieve-Vrouw van de Heilige Rozenkrans en werd geschonken door Marie Vanhoutte uit Waregem in 1904. Het werd gesculpteerd door de Kortrijkse beeldhouwer Block. Het betreft het Visioen van de Heilige Dominicus, stichter van de dominicanenorde. Hij knielt voor de tronende Maagd met Kind en ontvangt een snoer kralen, de rozenkrans.

#### Zijaltaar (rechts)
Het rechtse zijaltaar is toegewijd aan de Heilige Augustinus en werd geschonken door Aloïs Iserbyt, een Brugse pastoor. Ook dit meubel werd ontworpen door Block. Hier werd het Visioen van Augustinus als thema gekozen. Augustinus bevindt zich aan de kust en denkt na over de Drie-eenheid. Hij ontmoet er een kind, dat het symbool van Christus is, dat met een schelp probeert om een kuil met water te vullen. Augustinus wijst het kind op de doelloosheid van zijn streven. Hij krijgt echter als antwoord dat het doorgronden van het geheim waarmee hij worstelt niet minder doelloos is.

#### Klokken
Aanvankelijk stond er in de stompe toren van de kerk een klok die daarvoor een kleine Roeselaarse seminarie als thuisbasis had. Op 10 augustus 1904 werd deze vervangen door een nieuwe klok. Deze kreeg als naam Maria, Jozef en Laura, waarbij de laatste twee namen verwijzen naar de peter en de meter. Het bronzen gevaarte woog 1048 kg en werd ingewijd door de Kortijkse deken Edward De Gryse.
Tijdens Allerzielen in 1908, was er tijdens het luiden een barst in de klok gekomen. Hij werd vervolgens weggenomen en in Leuven omgesmolten tot iets kleinere klok. Na een nieuwe barst in 1946 werd besloten een nieuwe klok te plaatsen. Deze werd geplaatst op 11 september 1948 en had een gewicht van 1162 kg. Naast een kruisbeeld, apostelbeeld en een voorstelling van Maria was deze voorzien van Nederlandse tekst: "Ik heet Maria – In 1948 werd ik gegoten door Michiels Jr." Ook de meter, peter en de pastoor werden in een voetnoot vermeld.
In 1960 werd de kerktoren aangevuld met twee extra klokken. De eerste, 498 kg en voorzien van een la-toon, kreeg de naam Germaine en kreeg dezelfde versiering als de grote klok. De tweede klok van 666 kg werd Marthe gedoopt. Deze werd voorzien van een kruisbeeld, Maria, twee engelen, de Heilige Augustinus en de Heilige Theresia.

## Pastoors en onderpastoors
Pastoors van de parochie Sint-Augustinus in chronologische volgorde:
- Odiel Peirsegaele (1902-1907)
- August Willaert (1907-1911)
- Juliaan Fové (1911-1918)
- Camille Vanneste (1918-1922)
- Edmond Delmaet (1922-1928)
- Josef Delodder (1928-1934)
- Georges Blomme (1934-1941)
- Jozef Vergracht (1941-1949)
- Jozef Vandermeersch (1949-1957)|
- Jozef Seynaeve (1957-1969)
- Albert Folens (1969-1982)
- Roger Sustronck (1982-1988)
- Tom Defré (1988-2016)
- Marc Coudijzer (2016-heden)

Onderpastoors in chronologische volgorde:
- Floris Putman (1940-1943)
- Antoon Anckaert (1943-1951)
- Jozef Lagast (1951-1953)
- Omer De Baere (1953-1970)
- Luc Callewaert (1971-1982)
- Marc Vanderschelden (1982-1988)